# Ilesja
Ilesja, Bolsjaja Ilesja eller Iljasja (russisk: Йлеша, Большая Илеша, Иляша) er en flod i Arkhangelsk oblast og Republikken Komi i Rusland og en af bifloderne til Pinega fra venstre i Nordlige Dvinas flodsystem. Ilesja er 204 km lang og har et afvandingsareal på 2.250 km².